# Belgische kampioenschappen indoor atletiek 2019
In 2019 werden de Belgische kampioenschappen indoor atletiek Alle Categorieën gehouden op zondag 17 februari in Gent. Tijdens deze kampioenschappen werden twee Belgische records verbroken. Cynthia Bolingo Mbongo verbeterde het vijfendertig jaar oude record op de 400 m van Regine Berg naar 52,70 s en Hanne Maudens verbeterde het record verspringen van Nafissatou Thiam naar 6,53 m. Beide prestatie waren voldoende voor deelname aan de Europese indoorkampioenschappen in Glasgow. Ook Kevin Borlée op de 400 m en Claire Orcel bij het hoogspringen behaalden het minimum voor deelname aan deze kampioenschappen.

## Uitslagen

### 60 m
| rang   | atleet               | prestatie |
| ------ | -------------------- | --------- |
| Goud   | Guelord Kola Biasu   | 6,78 s    |
| Zilver | Kobe Vleminckx       | 6,79 s    |
| Brons  | Gaylord Kuba Di Vita | 6,79 s    |

| rang   | atlete        | prestatie |
| ------ | ------------- | --------- |
| Goud   | Manon Depuydt | 7,42 s    |
| Zilver | Rani Rosius   | 7,43 s    |
| Brons  | Elise Mehuys  | 7,46 s    |

### 200 m
| rang   | atleet          | prestatie |
| ------ | --------------- | --------- |
| Goud   | Antoine Snyders | 21,34 s   |
| Zilver | Camille Snyders | 21,41 s   |
| Brons  | Jordan Paquot   | 21,97 s   |

| rang   | atlete          | prestatie |
| ------ | --------------- | --------- |
| Goud   | Lucie Ferauge   | 23,65 s   |
| Zilver | Imke Vervaet    | 23,74 s   |
| Brons  | Charlotte Duyck | 24,55 s   |

### 400 m
| rang   | atleet        | prestatie |
| ------ | ------------- | --------- |
| Goud   | Kevin Borlée  | 46,69 s   |
| Zilver | Julien Watrin | 47,21 s   |
| Brons  | Dylan Borlée  | 47,68 s   |

| rang   | atlete                 | prestatie    |
| ------ | ---------------------- | ------------ |
| Goud   | Cynthia Bolingo Mbongo | 52,70 s (NR) |
| Zilver | Camille Laus           | 53,22 s      |
| Brons  | Margo Van Puyvelde     | 54,68 s      |

### 800 m
| rang   | atleet          | prestatie |
| ------ | --------------- | --------- |
| Goud   | Aaron Botterman | 1.48,02   |
| Zilver | Pieter Sisk     | 1.50,57   |
| Brons  | Quentin Kebron  | 1.51,30   |

| rang   | atlete            | prestatie |
| ------ | ----------------- | --------- |
| Goud   | Camille Muls      | 2.06,50   |
| Zilver | Syrah Ghijselings | 2.10,41   |
| Brons  | Hanne Pardaens    | 2.10,65   |

### 1500 m
| rang   | atleet          | prestatie |
| ------ | --------------- | --------- |
| Goud   | Ali Hamdi       | 3.52,23   |
| Zilver | Kevin De Kerpel | 3.52,36   |
| Brons  | Oussama Lonneux | 3.53,71   |

| rang   | atlete           | prestatie |
| ------ | ---------------- | --------- |
| Goud   | Anne Schreurs    | 4.28,61   |
| Zilver | Mathilde Deswaef | 4.30,03   |
| Brons  | Eléa Henrard     | 4.30,42   |

### 3000 m
| rang   | atleet           | prestatie |
| ------ | ---------------- | --------- |
| Goud   | Wesley De Kerpel | 8.33,80   |
| Zilver | Mathijs Casteele | 8.41,70   |
| Brons  | Dorian Fintolini | 8.42,69   |

### 5000 m snelwandelen/3000 m snelwandelen
| rang   | atleet           | prestatie |
| ------ | ---------------- | --------- |
| Goud   | Peter Van Hove   | 27.34,62  |
| Zilver | Tristan Van Hove | 29.54,07  |
| Brons  |                  |           |

| rang   | atlete                   | prestatie |
| ------ | ------------------------ | --------- |
| Goud   | Annelies Sarrazin        | 16.08,17  |
| Zilver | Liesbet De Smet          | 17.46,60  |
| Brons  | Laura Ida Luna Hernandez | 17.59,43  |

### 60 m horden
| rang   | atleet          | prestatie |
| ------ | --------------- | --------- |
| Goud   | Quentin Ruffacq | 7,89 s    |
| Zilver | Sander Maes     | 7,96 s    |
| Brons  | Dario De Borger | 7,96 s    |

| rang   | atlete         | prestatie |
| ------ | -------------- | --------- |
| Goud   | Eline Berings  | 8,06 s    |
| Zilver | Sarah Missinne | 8,22 s    |
| Brons  | Angel Agwazie  | 8,35 s    |

### Verspringen
| rang   | atleet              | prestatie |
| ------ | ------------------- | --------- |
| Goud   | Corentin Campener   | 7,70 m    |
| Zilver | François Grailet    | 7,57 m    |
| Brons  | Mathias Broothaerts | 7,34 m    |

| rang   | atlete          | prestatie   |
| ------ | --------------- | ----------- |
| Goud   | Hanne Maudens   | 6,53 m (NR) |
| Zilver | Imke Vervaet    | 6,11 m      |
| Brons  | Cassandre Evans | 5,93 m      |

### Hink-stap-springen
| rang   | atleet               | prestatie |
| ------ | -------------------- | --------- |
| Goud   | Björn De Decker      | 15,27 m   |
| Zilver | Désiré Kingunza      | 14,48 m   |
| Brons  | Matthias De Leenheer | 14,45 m   |

| rang   | atlete           | prestatie |
| ------ | ---------------- | --------- |
| Goud   | Saliyya Guisse   | 13,17 m   |
| Zilver | Elsa Loureiro    | 12,71 m   |
| Brons  | Sietske Lenchant | 12,55 m   |

### Hoogspringen
| rang   | atleet        | prestatie |
| ------ | ------------- | --------- |
| Goud   | Thomas Carmoy | 2,21 m    |
| Zilver | Bram Ghuys    | 2,19 m    |
| Brons  | Lars Van Looy | 2,10 m    |

| rang   | atlete            | prestatie |
| ------ | ----------------- | --------- |
| Goud   | Claire Orcel      | 1,90 m    |
| Zilver | Zita Goossens     | 1,77 m    |
| Brons  | Hanne Van Hessche | 1,74 m    |

### Polsstokhoogspringen
| rang   | atleet           | prestatie |
| ------ | ---------------- | --------- |
| Goud   | Ben Broeders     | 5,30 m    |
| Zilver | Frederik Ausloos | 5,30 m    |
| Brons  | Bram Charle      | 4,90 m    |

| rang   | atlete          | prestatie |
| ------ | --------------- | --------- |
| Goud   | Aurélie De Ryck | 4,30 m    |
| Zilver | Chloé Henry     | 4,25 m    |
| Brons  | Melanie Vissers | 4,05 m    |

### Kogelstoten
| rang   | atleet              | prestatie |
| ------ | ------------------- | --------- |
| Goud   | Philip Milanov      | 17,77 m   |
| Zilver | Matthias Quintelier | 17,38 m   |
| Brons  | Max Vlassak         | 16,85 m   |

| rang   | atlete             | prestatie |
| ------ | ------------------ | --------- |
| Goud   | Jolien Boumkwo     | 14,99 m   |
| Zilver | Yoika De Pauw      | 13,99 m   |
| Brons  | Anouska Hellebuyck | 13,47 m   |

1985 ·
1986 ·
1987 ·
1988 ·
1989 ·
1990 ·
1991 ·
1992 ·
1993 .
1994 ·
1995 .
1996 ·
1997 ·
1998 .
1999 ·
2000 .
2001 · 
2002 · 
2003 · 
2004 · 
2005 · 
2006 · 
2007 · 
2008 · 
2009 · 
2010 · 
2011 · 
2012 · 
2013 · 
2014 ·
2015 ·
2016 ·
2017 ·
2018 ·
2019 ·
2020 ·
2021 ·
2022 ·
2023 ·
2024 ·
2025